# Xichehe Zhen
Xichehe Zhen (kinesiska: 洗车河镇) är en köping i Kina. Den ligger i provinsen Hunan, i den södra delen av landet, omkring 350 kilometer väster om provinshuvudstaden Changsha. Antalet invånare är 8251. Befolkningen består av 4 026 kvinnor och 4 225 män. Barn under 15 år utgör 21,0 %, vuxna 15-64 år 63 %, och äldre över 65 år 15,0 %.
Genomsnittlig årsnederbörd är 1 711 millimeter. Den regnigaste månaden är maj, med i genomsnitt 288 mm nederbörd, och den torraste är december, med 22 mm nederbörd.